# Loi de Lachmann
Cette page contient des caractères spéciaux ou non latins. S’ils s’affichent mal (▯, ?, etc.), consultez la page d’aide Unicode.
Pour les articles homonymes, voir Lachmann.

On nomme loi de Lachmann un processus régulier d'évolution phonétique concernant le latin, lequel consiste en un allongement de voyelles brèves dans certaines conditions. Elle a été proposée par le philologue allemand Karl Lachmann pour expliquer certaines évolutions de la langue latine.

## Mécanismes généraux
Toute voyelle brève du latin est allongée devant une consonne sonore précédant une autre consonne, ce que l'on pourrait synthétiser ainsi : 
latin [V +brève] > latin [V +longue] / *_[C +sonore]C
Ainsi :
- pour le verbe lĕgĕre, on aura au supin lĕg-tum > lēg-tum
- pour le verbe ăgĕre, on aura au supin ăg-tum > āg-tum

- pour le verbe făcĕre, on aura au supin "făc-tum" (pas d'allongement, car la consonne qui suit la voyelle ă, c, est sourde)

## Problématique
On observe aussi en latin une autre loi phonétique : toute consonne sonore précédant une consonne sourde s'est dévoisée par assimilation régressive. La reconstruction interne tendrait à prouver que cette loi a opéré après la loi de Lachmann, car sinon cette dernière n'aurait pas opéré. Prenons les exemples des mots āctus et lēc-tum. La reconstruction interne nous conduit à reconstituer la chronologie suivante :
Etape 1) : loi de Lachmann
- ăg-tus > āgtus
- lĕg-tum > lēg-tum

Etape 2) : dévoisement par assimilation régressive
- āgtus > āctus
- lēg-tum > lēc-tum

Or, la méthode comparative montre que le dévoisement - étape 2) - a eu lieu en indo-européen commun, alors que Lachmann - étape 1) - n'a eu lieu que plus tard en latin.
Pour résoudre cette énigme Ferdinand de Saussure a fait en 1889 la supposition suivante : un dévoisement a eu lieu en indo-européen commun, puis le voisement a été restauré en latin, ensuite seulement Lachmann est intervenu, avant un second dévoisement, ce qui donnerait la séquence suivante :
- ăg-tum > (dévoisement en indo-européen commun) ăk-tum > (voisement en latin) ăg-tum > (loi de Lachmann) āg-tum > (dévoisement par assimilation régressive) āc-tum
- lĕg-tum > lĕk-tum > lĕg-tum > lēg-tum > lēc-tum

Paul Kiparsky (en) en 1965 a fait une nouvelle hypothèse faisant intervenir la distinction entre représentation sous-jacente et représentation de surface : il suppose qu'au moment où Lachmann est intervenu en latin, la représentation de surface était ăktus, alors que la représentation sous-jacente était toujours ăgtus. Dans cette hypothèse, Lachmann ne se serait pas appliqué aux formes de surface, mais directement à la représentation sous-jacente.

## Sources
- Jean-Élie Boltanski, la Linguistique diachronique, PUF, coll. « Que sais-je ? », 1955.